# Cheval en Colombie
Le cheval en Colombie (espagnol : caballo) est représenté par l'élevage de races de chevaux d'allures, dont le plus connu est le Paso Fino. 
Les pratiques équestres locales sont surtout tournées vers le travail avec le bétail. Il existe aussi un secteur de tourisme équestre.

## Histoire
Des fossiles de chevaux sauvages datant de la Préhistoire ont été retrouvées sur tout le continent américain, mais le cheval disparaît environ 10 000 ans av. J.C., peut-être sous la pression de la chasse des populations humaines. L'espèce est réintroduite par des explorateurs et des colons européens sous sa forme domestique, au XVe siècle.
Le cheptel de chevaux Colombien doit son existence au cheval colonial espagnol amené vers les Amériques en transitant par les Caraïbes. En 1536, Gonzalo Jiménez de Quesada prend la tête d'une expédition de 900 hommes et de 100 chevaux, conquiert les terres des Chibchas, s'y installe et y pratique l'élevage des chevaux, dans la région qui deviendra plus tard Bogota.

## Pratiques et usages

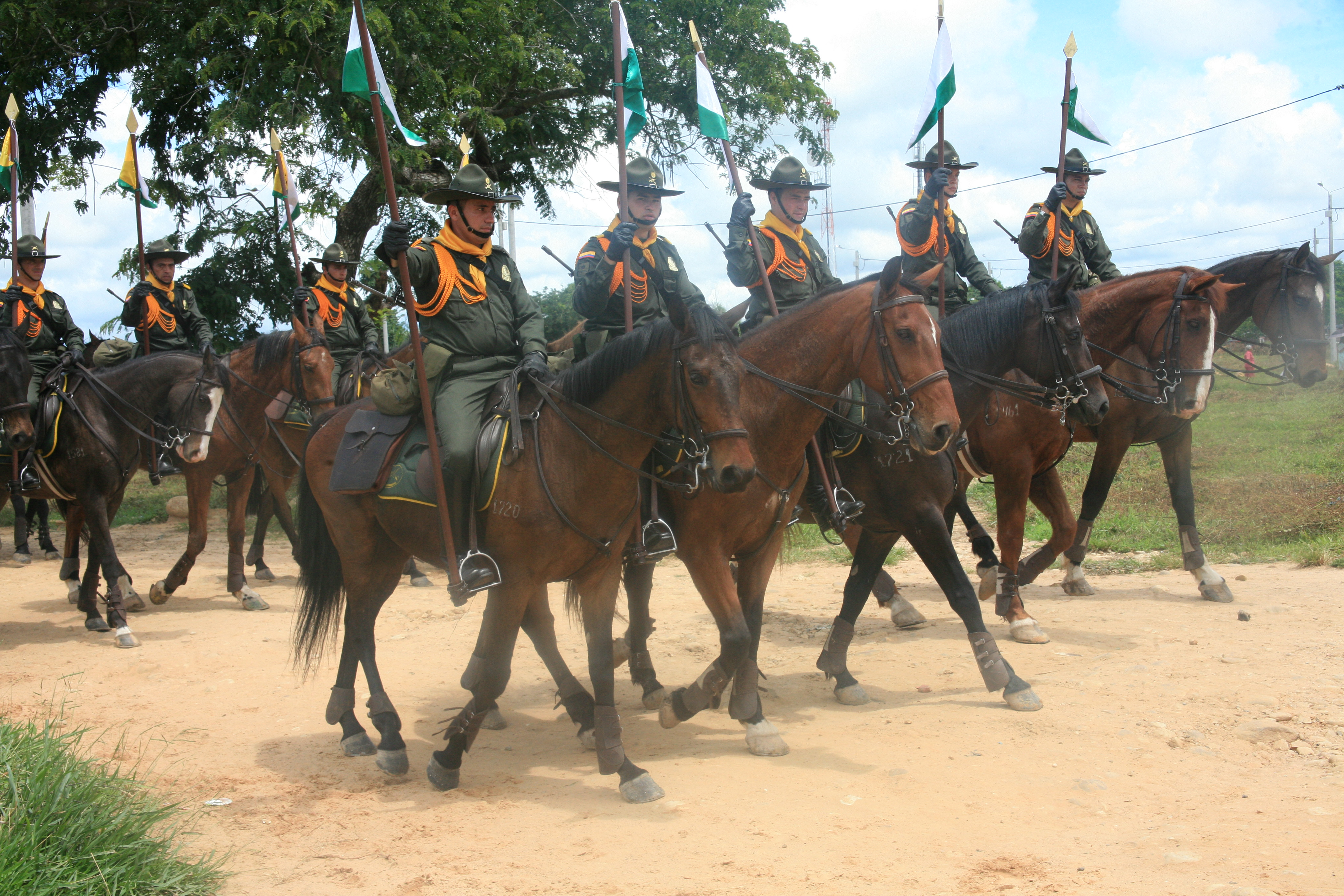
Carabineros colombiens.

La plupart des chevaux du pays servent au travail du bétail et à la selle. Le cheval peut par exemple être monté pour capturer des guanacos, et les conduire vers un corral.
La Colombie dispose d'unités de police montée, les carabineros.
Il existe aussi des pratiques de tourisme équestre, notamment au parc national naturel de Tayrona (PNNT), où les chevaux sont utilisés comme moyen de transport des marchandises, des bagages (bât) et des personnes, auprès de travailleurs et de touristes venus de différents pays.

## Élevage
La Colombie dispose d'un important cheptel de chevaux, avec 836 000 têtes recensées en 2013 par la FAO.
La base de données DAD-IS répertorie quatre races de chevaux élevées en Colombie, toutes localement adaptées : le Criollo colombien, le Paso Fino colombien, le Trocha Pura Colombiana et le Trote y galope.
Il existe aussi une population équine en cours d'identification et de caractérisation, le cheval d'Arauca propre aux plaines inondables d'Arauca, où il est monté pour le travail avec le bétail,.

### Maladies et parasitisme
Les chevaux colombiens peuvent être parasités par Giardia duodenalis, 17,4 % d'un échantillon de 195 chevaux colombiens ayant été déterminés comme parasités d'après une étude publiée en 2013.
L'étude de 185 échantillons de crottin montre aussi la présence de Blastocystis dans 43,8 % d'entre eux.
Les tiques prélevées sur les chevaux travaillant au parc naturel de Tayrona montrent la présence d'infections du sang par Rickettsia sp. chez 29,5 % d'entre eux, par Anaplasma sp. pour 24,5 % de l'échantillon, et Theileria sp. pour 6,6 % de l'échantillon.
Le pays est touché par des épidémies de fièvre du Nil occidental et d'encéphalite de Saint-Louis, qui peuvent affecter les chevaux.